# Cyclisches Guanosinmonophosphat
Cyclisches Guanosinmonophosphat (kurz cyclisches GMP, cyclo-GMP oder cGMP) ist ein Second Messenger, ein zellulärer Botenstoff, der für die Weiterleitung von Signalen in der Zelle verantwortlich ist (Signaltransduktion). Als solcher ist er u. a. beim Sehvorgang in den Stäbchen und Zapfen der Retina, der Relaxation der glatten Muskulatur der Blutgefäße und der Regulation des Insulinspiegels beteiligt. Die meisten seiner Wirkungen bei der Signaltransduktion entfaltet cGMP vermutlich über die cGMP-abhängige Proteinkinase (Proteinkinase G).

## Biosynthese und Abbau
cGMP entsteht aus Guanosintriphosphat (5′-GTP), einem ATP-Analogon. Für diese Umwandlung gibt es mindestens zwei Formen (Isoenzyme) der Guanylylcyclase
- eine ist in die Plasmamembran eingelagert und wird durch die Hormone atriales natriuretisches Peptid (ANP) und BNP stimuliert. Die Hormon-Bindungsstelle zeigt nach außen, die cGMP-bildende Domäne nach innen.
- die andere gibt es im Cytosol bestimmter Zellen. Es handelt sich um ein Häm-Protein, das durch Stickstoffmonoxid (NO) aktiviert wird. Während die Wirkungsdauer von NO (durch Oxidation) limitiert ist, ist seine Freisetzung aus Nitroglycerin ein langsamer Prozess.

Das cGMP-Signal wird durch eine Phosphodiesterase beendet, die den Second Messenger zu Guanosinmonophosphat (5′-GMP) hydrolysiert.

## Funktion
Welches Signal vermittelt wird, hängt vom Gewebe ab:
- in der Niere und im Darm reguliert es den Ionentransport
- in der glatten Muskulatur signalisiert es Entspannung und führt somit beispielsweise zu einer Erweiterung von Blutgefäßen (Vasodilatation) und einer Erweiterung der Bronchien
- in den Sehzellen (Stäbchen) steigert es den Einstrom von Natriumionen (Na+) durch Natriumkanäle
- Insulin scheint den cAMP- und cGMP-Spiegel gegenläufig zu regulieren: Die cAMP-Konzentration sinkt während die des cGMP steigt
- möglicherweise ist cGMP an der Entwicklung von Hirnfunktionen beteiligt

### Sehen
Cyclisches Guanosinmonophosphat ist ein wichtiger Botenstoff bei der visuellen Signaltransduktion. Fällt wenig Licht auf die Lichtsinneszellen, weisen diese eine hohe cGMP-Konzentration auf. Dies führt in deren Zellmembran zu einer ständigen Öffnung von cGMP-gesteuerten Ionenkanälen. Hierdurch bedingt weist die Lichtsinneszelle ein vermindertes Membranpotential auf und ihr Neurotransmitter, Glutamat, wird konstant ausgeschüttet. Dies wiederum führt zu einer beständigen Aktivierung der nachgeschalteten Bipolar- und Ganglienzellen mit Off-Zentrum.
Bei einem verstärkten Lichteinfall auf die betreffenden Lichtsinneszellen kommt es dort zu einer Strukturänderung des lichtempfindlichen Proteins Rhodopsin. Diese Strukturänderung führt über einen Zwischenschritt zur Aktivierung von Phosphodiesterasen. Phosphodiesterasen sind Enzyme, die cGMP abbauen. In der Folge des sinkenden cGMP-Spiegels schließen sich die Ionenkanäle, es wird weniger Glutamat ausgeschüttet und die nachgeschalteten Nervenzellen mit Off-Zentrum werden weniger stark erregt.
Bei den Lichtsinneszellen nachgeschalteten Nervenzellen (Bipolar- und Ganglienzellen) mit On-Zentrum verläuft der Vorgang umgekehrt.